# La Cuisinière cordon-bleu
La Cuisinière cordon-bleu était un magazine culinaire lancé à la fin des années 1890 par la journaliste française Marthe Distel. Le magazine proposait des recettes et des conseils pour recevoir. Pour inciter le lectorat, le magazine proposait des cours de cuisine à ses abonnés. Le premier cours s'est tenu dans les cuisines du Palais-Royal en janvier 1895 et a évolué vers une école de cuisine plus formelle, Le Cordon Bleu. Le magazine a fermé dans les années 1960, mais l'école continue de prospérer, avec plus de 27 écoles dans 17 pays depuis le début de l'année 2008.